# Peter Plogojowitz
Peter Plogojowitz (serbisch Петар Благојевић Petar Blagojević; * im 17. Jahrhundert; † 1725 in Kisolova, Ramer Distrikt, Königreich Serbien)  war ein serbischer Bauer, von dem man glaubte, er sei nach seinem Tod als Vampir wiedergekehrt. Das Dorf Kisolova ist vermutlich das heutige Kisiljevo in Veliko Gradište, das von 1718 (Friede von Passarowitz) bis 1739 (Friede von Belgrad) zum Königreich Serbien in der Habsburgermonarchie gehörte, davor und danach zum Sandschak Smederevo des osmanischen Reiches. 
Nach seinem Tod verstarben in seinem Dorf mehrere Menschen nach kurzer Zeit. Einige von ihnen behaupteten vor ihrem Tod, Peter habe sie nachts aufgesucht und gewürgt. Auch seiner Frau soll er erschienen sein und nach seinen Opanken verlangt haben. Die Dorfbewohner öffneten sein Grab und stellten die scheinbare Bildung neuer Haut und das Wachstum der Fingernägel, Haupt- und Barthaare fest, außerdem sei frisches Blut an seinen Lippen gewesen. Anschließend wurde ein Pfahl durch das Herz gestoßen und der Leichnam verbrannt. Ein Beamter Kaiser Karls VI., Kameralprovisor Ernst Frombald, erlaubte dieses Verfahren, wenn auch ungern, weil die Dorfbewohner vor Angst außer sich waren und glaubten, dass die ganze Gemeinschaft vom Vampir ausgerottet werden könnte – wie sie behaupteten, war dies bereits „unter Türckischen Zeiten“ geschehen. Der Bericht des kaiserlichen Beamten war eines der ersten dokumentierten Zeugnisse über den Vampir-Glauben im Europa der Neuzeit und trug zur Vampirmanie des 18. Jahrhunderts in Deutschland, Großbritannien und Frankreich bei.
Das Ereignis war dem späteren Fall von Arnold Paole sehr ähnlich, als offizielle Vertreter österreichischer Behörden sich persönlich bezeugten über die Merkmale des Vampirismus, d. h. einen angeblich nicht verwesten Körper mit „neuer“ Haut, Haaren und Nägeln, aus dessen Mund scheinbar frisches Blut austrat und anderes. Diese Phänomene oder der Anschein dazu sind heute als natürlicher Prozess bei der Verwesung eines verstorbenen Körpers bekannt.

## Rezeption
Im Kriminalroman Un Lieu Incertain (Der verbotene Ort) der französischen Autorin und Historikerin Fred Vargas aus dem Jahre 2008 wird die Geschichte von Peter Plogojowitz thematisiert.
Die Hörspielfassung der Erzählung Die Familie des Wurdalak Alexei Konstantinowitsch Tolstois des Gruselkabinetts lässt die Handlung in Kisolova spielen.